# Пам'ятки історії Олександрівського району Кіровоградської області
У Олександрівському районі Кіровоградської області на обліку перебуває 63 пам'ятки історії.
| № пп | Охорон. номер     | Найменування пам’ятки | Місцезнаходження пам’ятки                                                           | Епоха                                 | Значення | Рішення                   |
| ---- | ----------------- | --- | ----------------------------------------------------------------------------------- | ------------------------------------- | -------- | ------------------------- |
| 1    | 624               | Братська могила радянських воїнів. Поховано 179 воїнів. | Смт Олександрівка, селищна рада, кладовище                                          | 1944 р.                               | місцева  | № 404 від 17.09.1969 р.   |
| 2    | 625               | Пам'ятник землякам, які загинули у Великій Вітчизняній війні | Смт Олександрівка, вул. Незалежності України                                        | 1941—1945 рр.                         | місцева  | № 404 від 17.09.1969 р.   |
| 3    | 1294              | Пам'ятний знак Єлизаветградківському підпільному райкому партії | Смт Олександрівка, вул. Незалежності України                                        | 1941—1943 рр.                         | місцева  | № 149 від 10.05.1988 р.   |
| 4    | 1295              | Пам'ятний знак на честь звільнення селища | Смт Олександрівка, вул. Незалежності України, 42                                    | 1944 р.                               | місцева  | № 149 від 10.05.1988 р.   |
| 5    | 1177              | Пам'ятний знак воїнам-землякам — Героям Радянського Союзу | Смт Олександрівка, сквер                                                            | 1941—1945                             | місцева  | № 281 від 16.05.1985 р.   |
| 6    | 1078              | Пам'ятник Трудової Слави — автомобіль «ЗІС-5-В» | Смт Олександрівка, вул. Чигиринська                                                 | 1930-ті рр.                           | місцева  | № 281 від 16.05.1985 р.   |
| 7    | 628 628/1 628/2   | Братська могила радянських воїнів та пам'ятник воїнам-землякам. Похований 141 воїн                                                                                                | С. Бандурове, Красносілківська с/р, парк                                            | 1944 р., 1941–1945 рр.                | місцева  | № 404 від 17.09.1969 р.   |
| 8    | 629 629/1 629/2   | Братська могила радянських воїнів та пам'ятник воїнам-односельчанам. Поховано 7 осіб                                                                                              | С. Бірки, Бірківська с/р, околиця                                                   | 1944, 1941–1945 рр.                   | місцева  | № 404 від 17.09.1969 р.   |
| 9    | 630               | Пам'ятник воїнам-землякам | С. Бірки, Бірківська с/р, кладовище                                                 | 1941 1945 рр.                         | місцева  | № 404 від 17.09.1969 р.   |
| 10   | 2416              | Пам'ятний знак на честь 400-річчя від дня народження Хмельницького Б. | С. Бірки, Бірківська с/р, біля школи                                                | 1595—1657 рр.                         | місцева  | № 250-р від 22.07.1996 р. |
| 11   | 631               | Братська могила радянських воїнів. Поховано 28 воїнів | С.Бовтишка, Бовтиська с/р                                                           | 1944 р.                               | місцева  | № 404 від 17.09.1969 р.   |
| 12   | 1179              | Будинок, де містився штаб 2-го Українського фронту | С. Бовтишка, Бовтиська с/р, вул. Конєва                                             | 1944 р.                               | місцева  | № 281 від 16.05.1985 р.   |
| 13   | 632               | Братська могила радянських воїнів. Поховано 129 воїнів | С. Букварка, Букварська с/р, центр                                                  | 1944 р.                               | місцева  | № 404 від 17.09.1969 р.   |
| 14   | 633 633/1 633/2   | Братська могила радянських воїнів, серед похованих Остапенко П. А. — Герой Радянського Союзу та могила майора Радченка І. Г. — радянського воїна                                  | С. Букварка, Букварська с/р, центр                                                  | 1944 р.                               | місцева  | № 404 від 17.09.1969 р.   |
| 15   | 634               | Пам'ятник воїнам-односельчанам | С. Букварка, Букварська с/р                                                         | 1941—1945 рр.                         | місцева  | № 404 від 17.09.1969 р.   |
| 16   | 635               | Братська могила радянських воїнів. Поховані 47 воїнів | С. Вищі Верещаки, Вищеверещаківська с/р, біля будинку культури                      | 1944 р.                               | місцева  | № 404 від 17.09.1969 р.   |
| 17   | 636 636/1 636/2   | Братська могила радянських воїнів та пам'ятник воїнам-односельчанам. Поховано 47 воїнів                                                                                           | С. Вищі Верещаки, Вищеверещаківська с/р, центр                                      | 1944 р., 1941–1945 рр.                | місцева  | № 404 від 17.09.1969 р.   |
| 18   | 637               | Братська могила радянських воїнів. Похований 51 воїн | С. Голикове, Голиківська с/р, на кладовищі                                          | 1944 р.                               | місцева  | № 404 від 17.09.1969 р.   |
| 19   | 638               | Пам'ятник воїнам-односельцям | С. Голикове, Голиківська с/р, сквер                                                 | 1941—1945 рр.                         | місцева  | № 404 від 17.09.1969 р.   |
| 20   | 639               | Братська могила радянських воїнів. Поховано 52 воїни | С. Григорівка, Михайлівська с/р, околиця                                            | 1944 р.                               | місцева  | № 404 від 17.09.1969 р.   |
| 21   | 640               | Братська могила радянських воїнів. Поховано 36 воїнів | С. Гутницька, Красносільська с/р, центр                                             | 1944 р.                               | місцева  | № 404 від 17.09.1969 р.   |
| 22   | 641 641/1 641/2   | Братська могила радянських воїнів, пам'ятник воїнам-землякам. Поховано 203 воїна                                                                                                  | Смт Єлизаветградка, сквер                                                           | 1943 р, 1941–1945 рр.                 | місцева  | № 404 від 17.09.1969 р.   |
| 23   | 1296              | Пам'ятник радянським воїнам-визволителям | Смт Єлизаветградка, вул. Леніна                                                     | 1943 р.                               | місцева  | № 149 від 10.05.1988 р.   |
| 24   | 1297              | Будинок, де містився штаб 75-го стрілецького полку | Смт Єлизаветградка, школа                                                           | 1943 р.                               | місцева  | № 149 від 10.05.1988 р.   |
| 25   | 643 643/1 643/2   | Братська могила радянських воїнів та пам'ятник воїнам-землякам. Поховано 46 воїнів.                                                                                               | С. Івангород, Івангородська с/р, центр                                              | 1944 р., 1941–1945 рр.                | місцева  | № 404 від 17.09.1969 р.   |
| 26   | 644 644/1 644/2   | Братська могила радянських воїнів та пам'ятний знак воїнам-землякам. Поховано 9 воїнів.                                                                                           | С. Іванівка, Староосотська с/р, сквер                                               | 1943 р., 1941–1945 рр.                | місцева  | № 404 від 17.09.1969 р.   |
| 27   | 646 646/1 646/2   | Братські могили радянських воїнів. Поховано 680 воїнів. | С. Красносілка, Красносілківська с/р, центр                                         | 1944 р.                               | місцева  | № 404 від 17.09.1969 р.   |
| 28   | 1030              | Пам'ятник воїнам-землякам | С. Красносілка, Красносілківська с/р, біля контори                                  | 1941—1945 рр.                         | місцева  | № 301 від 25.06.1982 р.   |
| 29   | 1298              | Пам'ятник Трудової Слави — трактор «Універсал» | С. Красносілка, Красносілківська с/р, біля адмінбуд.                                | 1933—1956 рр.                         | місцева  | № 149 від 10.05.1988 р.   |
| 30   | 1180              | Братська могила радянських воїнів. Поховано 11 воїнів | С. Красносілля, Красносільська с/р, околиця                                         | 1944 р.                               | місцева  | № 281 від 16.05.1985 р.   |
| 31   | 648               | Пам'ятник радянським воїнам. Поховано 65 воїнів | С. Красносілля, Красносільська с/р, вул. Первомайська                               | 1941—1945 рр.                         | місцева  | № 404 від 17.09.1969 р.   |
| 32   | 1299              | Пам'ятний знак на честь партизанського загону під командуванням Олизька П. І. | С. Красносілля, Красносільська с/р, біля амін. будинку                              | 1918 р.                               | місцева  | № 404 від 17.09.1969 р.   |
| 33   | 650 650/1 650/2   | Братська могила радянських воїнів. Поховано 130 воїнів. Пам'ятний знак воїнам-землякам                                                                                            | С. Кримки, Голиківська с/р, центр                                                   | 1944 р.                               | місцева  | № 404 від 17.09.1969 р.   |
| 34   | 651               | Братська могила мирних жителів. Поховано 26 чол. | С. Кримки, Голиківська с/р, біля лісу                                               | 1944 р.                               | місцева  | № 404 від 17.09.1969 р.   |
| 35   | 652               | Братська могила радянських воїнів. Поховано 262 воїни | С. Любомирка, Вищеверещаківська с/р, біля контори                                   | 1944 р.                               | місцева  | № 404 від 17.9.1969 р.    |
| 36   | 653               | Братська могила радянських воїнів. Поховано 96 воїнів | С. Мар'янівка, Родниківська с/р, біля колишньої школи                               | 1944 р.                               | місцева  | № 404 від 17.9.1969 р.    |
| 37   | 654               | Братська могила радянських воїнів. Поховано 369 воїнів. | С. Михайлівка, Михайлівська с/р, центр                                              | 1944 р.                               | місцева  | № 404 від 17.9.1969 р.    |
| 38   | 655 655/1 655/2   | Братська могила радянських воїнів. Пам'ятник воїнам-землякам. Поховано 11 воїнів                                                                                                  | С. Михайлівка, Михайлівська с/р, центр                                              | 1944 р. 1941–1945 рр.                 | місцева  | № 404 від 17.9.1969 р.    |
| 39   | 656 656/1 656/2   | Братська могила радянських воїнів та пам'ятник воїнам-землякам. Поховано 53 воїни                                                                                                 | С. Несваткове, Несватківська с/р, центр                                             | 1944 р. 1941–1945 рр.                 | місцева  | № 404 від 17.9.1969 р.    |
| 40   | 657 657/1 657/2   | Братська могила радянських воїнів та пам'ятний знак воїнам-землякам. Поховано 253 воїни                                                                                           | С. Нижчі Верещаки, Соснівська с/р, центр                                            | 1944 р. 1941–1945 рр.                 | місцева  | № 404 від 17.9.1969 р.    |
| 41   | 658               | Братська могила радянських воїнів. Поховано 13 воїнів | С. Нова Осота, Староосотська с/р, кладовище                                         | 1944 р.                               | місцева  | № 404 від 17.9.1969 р.    |
| 42   | 659               | Пам'ятник воїнам-землякам | С. Нова Осота, Староосотська с/р, біля школи                                        | 1941—1945 рр.                         | місцева  | № 404 від 17.9.1969 р.    |
| 43   | 660               | Пам'ятник воїнам-односельчанам | С. Омельгород, Ясенівська с/р, біля колишньої школи                                 | 1941—1945 рр.                         | місцева  | № 404 від 17.09.1969 р.   |
| 44   | 661               | Братська могила радянських воїнів. Поховано 128 воїнів | С. Плішки, Єлизаветградківська селищна рада, центр                                  | 1944 р.                               | місцева  | № 404 від 17.09.1969 р.   |
| 45   | 1181              | Пам'ятник на честь визволення села | С. Плішки, Єлизаветградківська селищна рада, розвилка доріг Єлизаветградка — Плішки | 1944 р.                               | Місцева  | № 281 16.05.1985 р.       |
| 46   | 662 662/1 — 662/4 | Братська могила борців за становлення радянської влади (4), братська могила радянських воїнів (106), пам'ятник юним партизанам, пам'ятний знак воїнам-землякам. Поховано 110 чол. | С. Підлісне, Підлісненська с/р, сквер                                               | 1918—1921 рр., 1944 р., 1941–1945 рр. | Місцева  | № 404 від 17.09.1969 р.   |
| 47   | 663               | Пам'ятний знак воїнам-землякам | С. Поселянівка, Староосотська с/р, кладовище                                        | 1941-1945 рр.                         | Місцева  | № 404 від 17.09.1969 р.   |
| 48   | 664               | Братська могила радянських воїнів. Поховано 2 воїни | С. Роздолля, Букварська с/р, околиця                                                | 1944 р.                               | Місцева  | № 404 від 17.09.1969 р.   |
| 49   | 665 665/1 66/2    | Братська могила радянських воїнів та пам'ятник воїнам-землякам. Поховано 124 воїни                                                                                                | С. Родниківка, Родниківська с/р, центр                                              | 1944 р.                               | Місцева  | № 404 від 17.09.1969 р.   |
| 50   | 666               | Усипальниця (могила) Раєвського М. — героя Вітчизняної війни 1812 року | С. Розумівка, Розумівська с/р, центр, Хрестовоздвиженська церква                    | 1771—1829 рр.                         | Місцева  | № 404 від 17.09.1969 р.   |
| 51   | 667               | Братська могила радянських воїнів. Поховано 171 воїн | С. Розумівка, Розумівська с/р, кладовище                                            | 1944 р.                               | Місцева  | № 404 від 17.09.1969 р.   |
| 52   | 668               | Пам'ятник воїнам-землякам | С. Розумівка, Розумівська с/р, центр                                                | 1941- 1945 рр.                        | Місцева  | № 404 від 17.09.1969 р.   |
| 53   | 669 669/1 — 669/3 | Братська могила радянських воїнів, пам'ятник воїну-земляку Павловському Ф. К. — Герою Радянського Союзу та пам'ятний знак воїнам-землякам. Поховано 308 воїнів                    | С. Соснівка, Соснівська с/р, сквер                                                  | 1944 р., 1941–1945 рр.                | Місцева  | № 404 від 17.09.1969 р.   |
| 54   | 670               | Братська могила радянських воїнів. Поховано 238 воїнів | С. Ставидла, Ставидлянська с/р, центр                                               | 1944 р.                               | Місцева  | № 404 від 17.09.1969 р.   |
| 55   | 671               | Братська могила радянських воїнів. Поховано 45 воїнів | С. Ставидла, Ставидлянська с/р, біля будинку культури                               | 1944 р.                               | Місцева  | № 404 від 17.09.1969 р.   |
| 56   | 672               | Пам'ятник воїнам-землякам | С. Ставидла, Ставидлянська с/р, біля адмінбудинку                                   | 1941- 1945 рр.                        | Місцева  | № 404 від 17.09.1969 р.   |
| 57   | 673 673/1 673/2   | Могила радянського воїна, пам'ятник воїнам-землякам | С. Стара Осота, Староосотська с/р, біля школи                                       | 1941- 1945 рр.                        | Місцева  | № 404 від 17.09.1969 р.   |
| 58   | 674 674/1 674/2   | Братська могила радянських воїнів та пам'ятник воїнам-землякам. Поховано 46 воїнів                                                                                                | С.Триліси, Триліська с/р, центр                                                     | 1944 р, 1941–1945 рр.                 | Місцева  | № 404 від 17.09.1969 р.   |
| 59   | 675               | Братська могила радянських воїнів. Поховано 67 воїнів | С. Хайнівка, Ставидлянська с/р, центр                                               | 1944 р.                               | Місцева  | № 404 від 17.09.1969 р.   |
| 60   | 676 676/1 676/2   | Братська могила радянських воїнів та пам'ятний знак воїнам-землякам. Похований 151 воїн                                                                                           | С. Цвітне, Цвітненська с/р, центр                                                   | 1944 р., 1941–1945 рр.                | Місцева  | № 404 від 17.09.1969 р.   |
| 61   | 678               | Братська могила радянських воїнів. Поховано 668 воїнів | С. Ясинуватка, Родниківська с/р, біля школи                                         | 1944 р.                               | Місцева  | № 404 від 17.09.1969 р.   |
| 62   | 679               | Братська могила радянських воїнів. Поховано 354 воїни | С. Ясинуватка, Родниківська с/р, кладовище                                          | 1944 р.                               | Місцева  | № 404 від 17.09.1969 р.   |
| 63   | 680 680/1 680/2   | Братська могила радянських воїнів та пам'ятний знак воїнам-землякам. Поховано 177 воїнів                                                                                          | С. Ясинове, Ясенівська с/р, біля кол. школи                                         | 1944 р., 1941–1945 рр.                | Місцева  | № 404 від 17.09.1969 р.   |
|      |                   | |                                                                                     |                                       |          |                           |